# 佩德雷苏埃拉
佩德雷苏埃拉，是西班牙马德里自治区的一个市镇。总面积28平方公里，总人口1670人（2001年），人口密度60人/平方公里。